# Wojna o księstwo halicko-włodzimierskie (1340–1392)

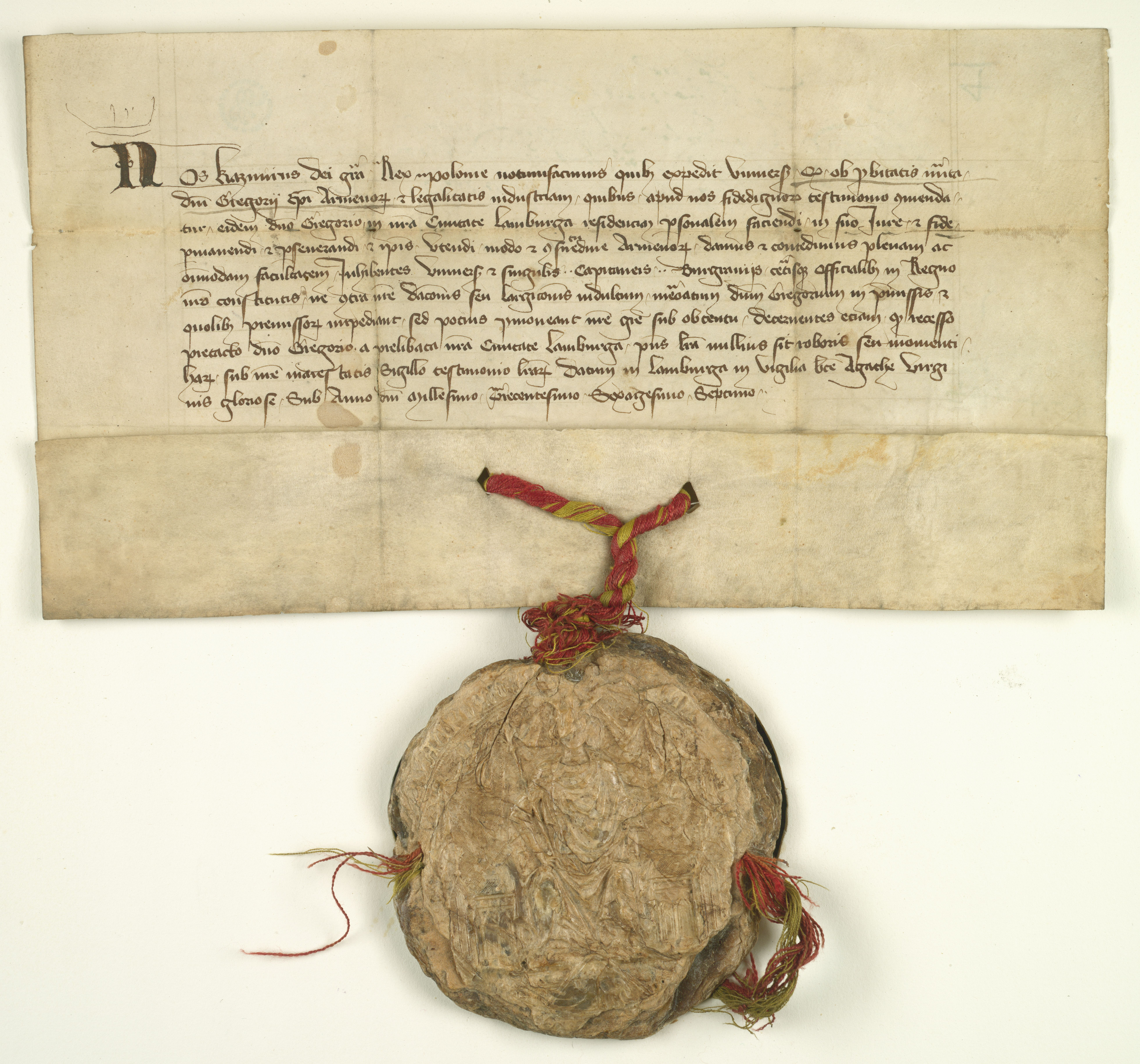
Kazimierz III Wielki zezwala biskupowi ormiańskiemu Grigorowi na przebywanie we Lwowie w 1367 roku

Wojna o Księstwo halicko-włodzimierskie w latach 1340–1392 – konflikt zbrojnym o sukcesję księstwa halicko-włodzimierskiego, trwającym od 1340 do 1392 roku.
Księstwo to było najbardziej na zachód wysuniętym księstwem ruskim. Zajmowało tereny dawnych księstw: księstwa halickiego (z stolicą w Haliczu) i księstwa wołyńskiego (z stolicą w Włodzimierzu). Oprócz nich w skład księstwa wchodziło Podlasie, Ruś Czarna (z Grodnem), Księstwo Chełmskie i Księstwo Bełskie.

## Geneza wojny
7 kwietnia 1340 bojarzy otruli księcia halicko-włodzimierskiego Jerzego II Bolesława Trojdenowicza. W związku z tym, że był spokrewniony zarówno z Kazimierzem Wielkim, jak i książętami litewskimi przez Trojdena I czerskiego i wielkiego księcia litewskiego Giedymina, obie strony rościły sobie pretensje do zwolnionego tronu księstwa.
Polacy powoływali się na więzy krwi pomiędzy Piastami mazowieckimi i kujawskimi oraz na obietnicę księcia Jerzego II Bolesława przekazania tronu Kazimierzowi Wielkiemu, w razie bezpotomnej śmierci danej na zjeździe w Wyszehradzie w 1338 lub 1339 roku.
Największe prawa do księstwa mieli bracia zamordowanego – książęta mazowieccy: Siemowit III i Kazimierz I. W układzie z Kazimierzem Wielkim zrzekli się jednak oni praw do spadku za wynagrodzeniem pieniężnym.
Pretensje Litwinów wynikały z faktu małżeństwa syna Giedymina – księcia litewskiego Lubarta z córką księcia włodzimierskiego Andrieja Jurijewicza.
Do sporu dołączyli Węgrzy wspierający początkowo Polaków, a liczący na przejęcie tronu polskiego w przypadku braku męskiego potomka Kazimierza Wielkiego.
Być może do zbrojnego sporu o księstwo halicko-włodzimierskie nie doszłoby, gdyby nie śmierć w 1339 królowej Aldony Anny – żony Kazimierza Wielkiego, a córki Giedymina, która była jedynym łącznikiem pomiędzy Polską a Litwą. Na zaostrzenie konfliktu wpłynęła zapewne również śmierć Giedymina w 1341, utrzymującego poprawne stosunki z Polską.

## Początkowy okres wojny (1340–1348)
W pierwszej połowie 1340 Litwini zajęli północną część księstwa z Włodzimierzem, Bełzem i Chełmem.
Kazimierz Wielki z garstką rycerstwa wyruszył na Lwów, który był najważniejszym ośrodkiem Rusi Halickiej. 16 kwietnia 1340 roku spalił zamek i zajął miasto, obsadzając je polską załogą, a osiadłym Niemcom powierzył obronę. Władzę królewską uznała tylko część bojarów. Jeden z nich, starosta halicko-wołyński Dymitr Detko, przy poparciu Lubarta Dymitra Gedyminowicza, przywołał na pomoc Tatarów.
W styczniu i lutym 1341 roku nastąpił wielki najazd Tatarów w którym uczestniczyli zbuntowani bojarzy. Został odparty dopiero nad Wisłą. W czerwcu Kazimierz podjął nową wyprawę pokonując bojarów i uwolnił Ruś z lenna tatarskiego. Jan Długosz, opisuje ją słowami: „W dzień Narodzenia św. Jana Chrzciciela prowadzi wojsko zebrane ze wszystkich ziem na Ruś i zdobywa, zagarnia pod swoje panowanie, szczególnie, że niektórzy dobrowolnie się poddawali – zamki i miasta zarówno w Przemyślu, jak Haliczu, Łucku, Włodzimierzu, Sanoku, Lubaczowie, Trembowli i Tustaniu i pozostałe warownie”. Detko podporządkował się Polsce i został rządcą księstwa halickiego.
Ziemia przemyska i ziemia sanocka zostały przyłączone do Polski na przełomie lat 1345/46 (chociaż niektórzy historycy wskazują na przełom 1340/1341). Miały one być przedmiotem targu – Kazimierz Wielki zgodził się na zatrzymanie przez Litwę Księstwa Halickiego bez tych dwóch ziem, zdobytych przez niego, a w zamian Litwini udzielili mu pomocy wojskowej w wojnie polsko-czeskiej i ataku Kazimierza na Księstwo opawsko-raciborskie w 1345 roku.

## Wojna w latach 1349–1366

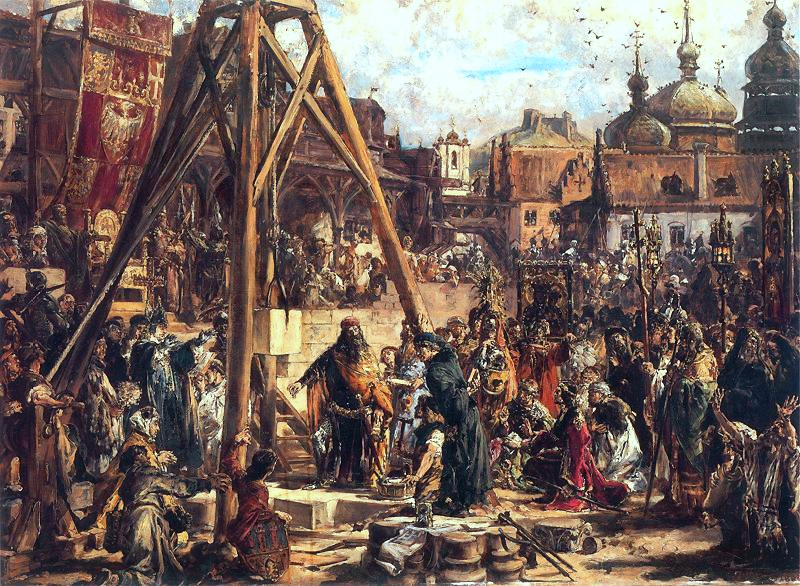
Powtórne zajęcie Rusi. Bogactwo i oświata. R.P. 1366., obraz Jana Matejki z cyklu Dzieje cywilizacji w Polsce.

Kazimierz nie zrezygnował z Rusi Halickiej, jednak do następnej kampanii przygotował się już dużo staranniej:
- w 1348 zawarł pokój namysłowski z Czechami
- zawarł także układ graniczny i handlowy z zakonem krzyżackim
- zawarł układ z Tatarami

Sytuację ułatwiła mu też klęska Litwy poniesiona w 1348 z Krzyżakami w bitwie nad Strawą.
Kampania 1349 zakończyła się sukcesem – Polska zdobyła prawie wszystkie ziemie księstwa halicko-włodzimierskiego z wyjątkiem wschodniej części Wołynia z Łuckiem, oraz Podola.
Nie wykorzystano jednak tego sukcesu – już w 1350 Litwa odebrała większość zajętych ziem. Zdecydowano się więc na podział: Litwa otrzymała Księstwo Włodzimierskie z Bełzem i Chełmem, a Polska księstwo halickie.
Nie powstrzymało to walk. Litwa dwukrotnie najechała w 1350 Ruś Czerwoną, a wojska polsko-węgierskie również dwukrotnie w 1351 i 1352 Wołyń. Obie wyprawy polsko-węgierskie nie przyniosły znaczących sukcesów. W drugiej Ludwikowi Węgierskiemu udało się uzyskać jedynie wywieszenie flagi węgierskiej zamiast litewskiej w Bełzie, jako znaku formalnego hołdu księcia bełskiego Jerzego Narymuntowicza (grodu nie udało się zdobyć).
W 1352 Kazimierz zorganizował również odrębną wyprawę przeciw Litwie. Zakończyła się ona rozejmem, mającym obowiązywać do 24 czerwca 1355. Jest to najstarszy spisany i zachowany układ polsko-litewski. Podzielono w nim m.in. Ruś Halicko-Włodzimierską – Polska otrzymała ziemię halicką, przemyską i sanocką, a Litwa włodzimierską, łucką, bełską, chełmską i brzeską. Krzemieniec, należący do księcia Jerzego Narymuntowicza, został kondominium polsko-litewskim. Układ ten nie utrzymał się długo – został zerwany przez Lubarta w 1353, który m.in. najechał Zawichost. Jednak, nie licząc drobnych wypraw, spokój utrzymywał się aż do 1366. Było to związane z rozwiązywaniem problemów z Krzyżakami i chrystianizacją Litwy.
Dopiero w 1366 Polacy przeprowadzili wielką wyprawę zakończoną sukcesem (wojska polskie zdobyły m.in. Włodzimierz, Łuck, Bełz, Chełm) i podpisaniem kolejnego układu jesienią 1366, tym razem pokojowego. Lubart otrzymał ziemię łucką i część ziemi włodzimierskiej. Do Polski przyłączono ziemię chełmską, bełską (obie oddano w lenno Jerzemu Narymuntowiczowi), pozostałą część włodzimierskiej (otrzymał ją w lenno Aleksander Koriatowicz), oraz część południowego Wołynia z Krzemieńcem, Peremylem, Oleskiem i Łopatynem (włączone bezpośrednio do Rusi Czerwonej).

## Końcowy okres wojny w latach 1370–1392
Zaraz po śmierci Kazimierza Wielkiego w 1370 Litwini zaatakowali księstwa: włodzimierskie, bełskie i chełmskie. Jeden z lenników – Aleksander Koriatowicz przebywał wówczas w Krakowie, nie brał udziału w walkach, utracił księstwo i przeniósł się na Podole (Księstwo Podolskie). Drugi – Jerzy Narymuntowicz, przyłączył się do wojsk litewskich. W wyniku tego ataku Litwa odzyskała wszystkie utracone ziemie.
W roku 1377 Ludwik Węgierski zorganizował zwycięską wyprawę, w której zdobyto Bełz, Chełm, Horodło. Jako władcę Rusi wskutek kompromisu polsko-węgierskiego osadzono księcia opolskiego Władysława Opolczyka, jednak kraj został praktycznie opanowany przez Węgrów, którzy osadzili wszędzie swoich starostów. Ziemię włodzimierską i łucką oddano powtórnie Lubartowi, który został lennikiem Ludwika. Jerzy Narymuntowicz został usunięty ze swojego lenna, a otrzymał w zamian wołost lubaczowską.
Po śmierci Ludwika w 1382, Lubart nie przystąpił już do walki, lecz odzyskał ziemię pokojowo, wykupując po prostu od starostów węgierskich Olesko, Horodło, Łopatyn, Krzemieniec, Peremyl i Siestratyn.
W 1387 Jadwiga Andegaweńska podjęła wyprawę wojenną, wskutek której praktycznie pokojowo (z wyjątkiem Halicza, który był oblegany i zdobyty przez wojska polsko-litewskie) usunięto starostów węgierskich, a całą Ruś Halicką przyłączono do Polski. Współpraca w tym przypadku Polski i Litwy była skutkiem unii w Krewie.
W kolejnych latach Polska skupiła się głównie na zdobyciu również Wołynia. W 1386 syn Lubarta, książę włodzimierski i łucki Fedor Lubartowicz złożył hołd Jagielle i Jadwidze. Król rozpoczął ograniczanie jego władzy:
- spod władzy Fedora wyłączono część księstwa, zarządzaną przez Fedora Daniłowicza (Ostrogskiego) i zmieniono w bezpośrednie lenno Polski
- w 1387 odebrano Fedorowi Lubartowiczowi ziemię łucką na rzecz Witolda
- w 1393 odebrano Fedorowi ziemię włodzimierską na rzecz księcia litewskiego Witolda

W ten sposób Witold zdobył dla Litwy Wołyń, uzyskując ziemię włodzimierską i łucką. Było to wynagrodzenie za opuszczenie przez niego Krzyżaków, uzgodnione między nim a Jagiełłą w podpisanej w 1392 ugodzie w Ostrowie.
Tak więc skutkiem całej serii wojen było zdobycie przez Polskę ziemi halickiej, a przez Litwę – ziemi wołyńskiej.